# Доровское (Междуреченский район)
Доровское — упразднённая деревня в Междуреченском районе Вологодской области.
Входила в состав Сухонского сельского поселения, с точки зрения административно-территориального деления — в Сухонский сельсовет.
Расстояние до районного центра Шуйского по автодороге — 10 км.
По данным переписи в 2002 году постоянного населения не было.
12 июля 2020 года упразднена.